# 飯田吉英
飯田 吉英（いいだ よしふさ、1876年（明治9年） - 1975年（昭和50年））は、日本の畜産学者。養豚と食肉加工の分野で、大きな業績を残した。

## 経歴
1876年（明治9年）12月、茨城県新治郡戸崎村（現在のかすみがうら市戸崎）に、大きな農家の長男として生まれた。子供の頃から成績優秀で、特に英語の成績が良かった吉英は、茨城第一中学校（現在の茨城県立水戸第一高等学校）を卒業後の1896年（明治29年）、 一年志願兵として野戦砲兵第一連隊に入営。1年の勤務を終えると研究を志し、東京帝国大学農科大学に入学、農学を専門的に学んだ。同帝国大学農学実科を卒業後、神奈川県農会を経て、農商務省（現在の農林水産省）技師。
1904年（明治37年）、飯田は砲兵中尉として日露戦争に従軍した際、戦地で思い知らされた欧米人との体格の違いを、肉を食べるか否かにあるのだと悟る。そこで、従来のようにただ「労働力」として家畜を飼育するではなく、これからは食肉加工用として家畜を飼育することが日本の国力増強になると確信し、食肉加工について研鑽を積むことになった。
その後、飯田は農商務省の海外実習練習生として、畜産学の先進国アメリカのイリノイ州立大学に留学する。家畜栄養学、遺伝学、養豚学、肉学などの畜産諸学並びにハムやベーコンなどの食肉加工業を研究し、マスター・オブ・サイエンスの学位を取得した。飯田のその成果は、帰国後の1910年（明治43年）2月1日から3月2日まで、30日間にわたり、農商務省が月寒種畜牧場渋谷分場（東京・駒場）で開催した豚肉加工講習会において、各道府県から派遣された技術者に公開された。
1916年（大正5年）、農商務省は新たに、千葉県千葉郡都村（現在の千葉市中央区青葉町）に農商務省畜産試験場を設置することになり、翌1917年（大正6年）に完成すると、飯田はここで研究員として勤務することになる。
国民の体格向上、栄養状態改善のために飯田が特に注目していたのは、ソーセージであった。幕末から順調に根を下ろしてきたハムやベーコンに対し、ソーセージはまだ輸入に依存しており、既に国産化への試みが各地で行われてはいたものの、いまだに十分満足の行く品が作れない状況にあった 。飯田は、これを打開し、大量生産への道を開いてやれば、安価で栄養価が高いソーセージを全国の家庭に普及させることができると考えたのである。
当時、千葉の試験場に近い習志野の俘虜収容所には、第一次世界大戦により日本軍の捕虜となったドイツ兵が収容されていた。収容所内でドイツ兵が、盛んにソーセージを作っていることを知った飯田は、さっそく収容所長西郷寅太郎大佐に面会を求めた。捕虜の中にはカール・ヤーンら５名のソーセージ職人がいたが、ソーセージの技術はギルドの掟で守られた秘伝であり、誰もがそれを明かしてしまうことを拒んだ。しかし、飯田技師と西郷所長の熱心な説得に、とうとう折れてソーセージ作りを実演してくれたという（1918年（大正7年）2月18日から10日間）。飯田技師は、写真師に記録写真を撮影させ、詳細なノートも作成している。ここで記録された技術を基に、飯田技師は全国の精肉業者を集めては盛んに講習会を行い、日本にソーセージを普及させていった。
早くからソーセージ試作に取り組んできた横浜の大木市蔵の活躍や、収容所から解放された後も日本に残ってソーセージを生業としたドイツ捕虜（アウグスト・ローマイヤー、ヘルマン・ウォルシュケ、カール・ブッチングハウスら）の活躍、さらには、この頃来日したカール・ワイデル・レイモンが函館でソーセージ製造を始めたことなどが時期的にちょうど重なって、ソーセージはたちまち、何の変哲もない日本の食品とまでなっていったのである。